# 71.º Regimiento de Instrucción Aérea
El 71º Regimiento de Instrucción Aérea (71. Flieger-Ausbildungs-Regiment) fue una unidad militar de la Luftwaffe de la Alemania nazi.

## Historia
Formada el 1 de abril de 1939 en Sorau desde el 71.º Batallón de Reemplazo Aéreo con:
- Cuartel General
- Batallón de Instrucción desde el 71.º Batallón de Reemplazo Aéreo.
- Escuela Elemental de Vuelo (71.er Regimiento de Instrucción Aérea) desde la Escuela Mixta Experimental Superior Breslau-Gandau.

El II Batallón de Instrucción fue formado en 1940, mientras la Escuela/71.er Regimiento de Instrucción Aérea deja el regimimiento el 1 de octubre de 1941, y se convirtió en la 71° Escuela Mixta Experimental Superior. Trasladado a Dresde en abril de 1939, Schweidnitz en agosto de 1939, Wien-Stammersdorf en octubre de 1940 y a Carcassonne en noviembre de 1942. El 16 de agosto de 1942 es redesignado como el 71.º Regimiento Aéreo.

## Comandantes
- Teniente coronel Dipl.Ing. Georg Weiner - (1 de abril de 1939 - 27 de mayo de 1940)
- Coronel Paul Meyer - (14 de agosto de 1943 - 3 de septiembre de 1944)

## Orden de Batalla
- 1939 – 1940: Stab, I. (1-5), 6., 7., Escuela.
- 1941 – 1942: Stab, I. (1-5), 7., II. (8-12).